# MTS Systems Corporation
Die MTS Systems Corporation (MTSC) ist ein US-amerikanischer Anbieter von Test- und Simulationssystemen. Das Unternehmen hat seinen Hauptsitz in Eden Prairie, einem Vorort von Minneapolis.

## MTS in Deutschland

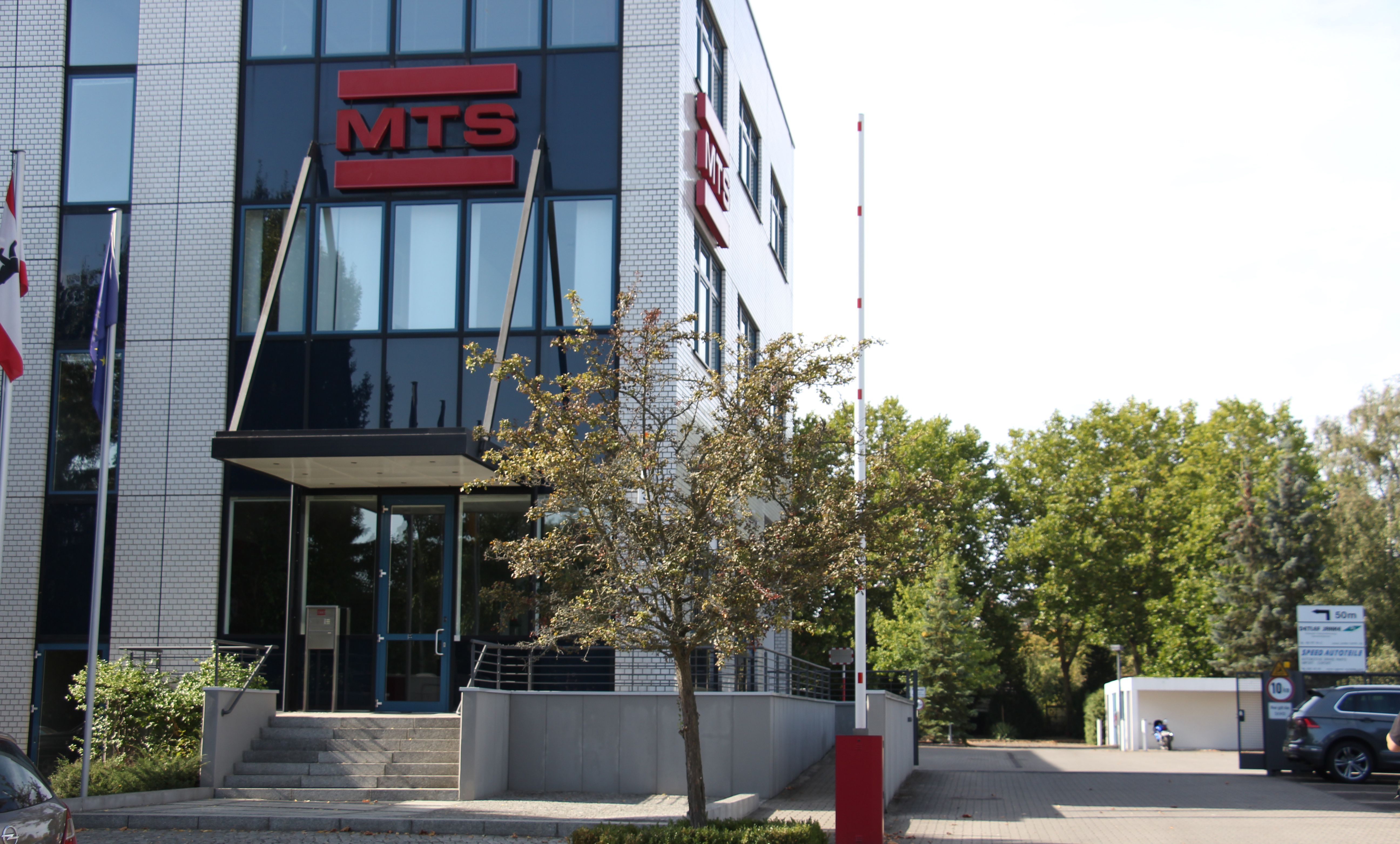
Firmensitz der MTS Systems GmbH in Berlin

Die MTS Systems GmbH ist eine deutsche Tochter der MTS Systems Corporation (MTSC). Sie ist die Europazentrale des Mutterkonzerns und entwickelt komplexe Test- und Simulationssysteme. Der Jahresumsatz betrug im Geschäftsjahr 2013/2014 49,6 Mio. Euro. Die MTS Systems GmbH beschäftigt in Berlin-Zehlendorf über 100 Mitarbeiter und unterhält ein Büro in Stuttgart. Geschäftsführer sind Marcus Piepenschneider und Patrick Dhommee.

### Geschichte
Die MTS Systems GmbH wurde 1972 von Dave Sauer, Ralph Earl Skoe, Tom Kaufmann und Karl Jungmann gegründet. 1992 zog die Belegschaft in ein neues Fabrikgebäude um. Ein Jahr später wurde der Fußballverein „Hardliners 93“ gegründet, der unter anderem bereits gegen die Firmenmannschaften Audi-Ingolstadt und Daimler Chrysler spielte.
1996 wurde das Unternehmen erstmals nach ISO 9001 zertifiziert. 2012 wurde die Kreditwürdigkeit des Unternehmens mit Bestnoten ausgezeichnet.
Im November 2017 positionierte sich der Betriebsrat der MTS Systems GmbH in einer Stellungnahme gegen die Siemens-Konzernführung und prangerte die Standortschließungen und den damit verbundenen Stellenabbau an. 2018 sorgte die MTS Systems GmbH für Schlagzeilen, als Mitarbeiter 930 Überstunden an ihren Kollegen Jens Rösener spendeten. Dieser konnte die Zeit für seine Familie nutzen.
Am 9. Dezember 2020 wurde bekannt, dass die Amphenol die Gesellschaft für 1,7 Milliarden Dollar übernimmt.

### Niederlassungen und Tochtergesellschaften

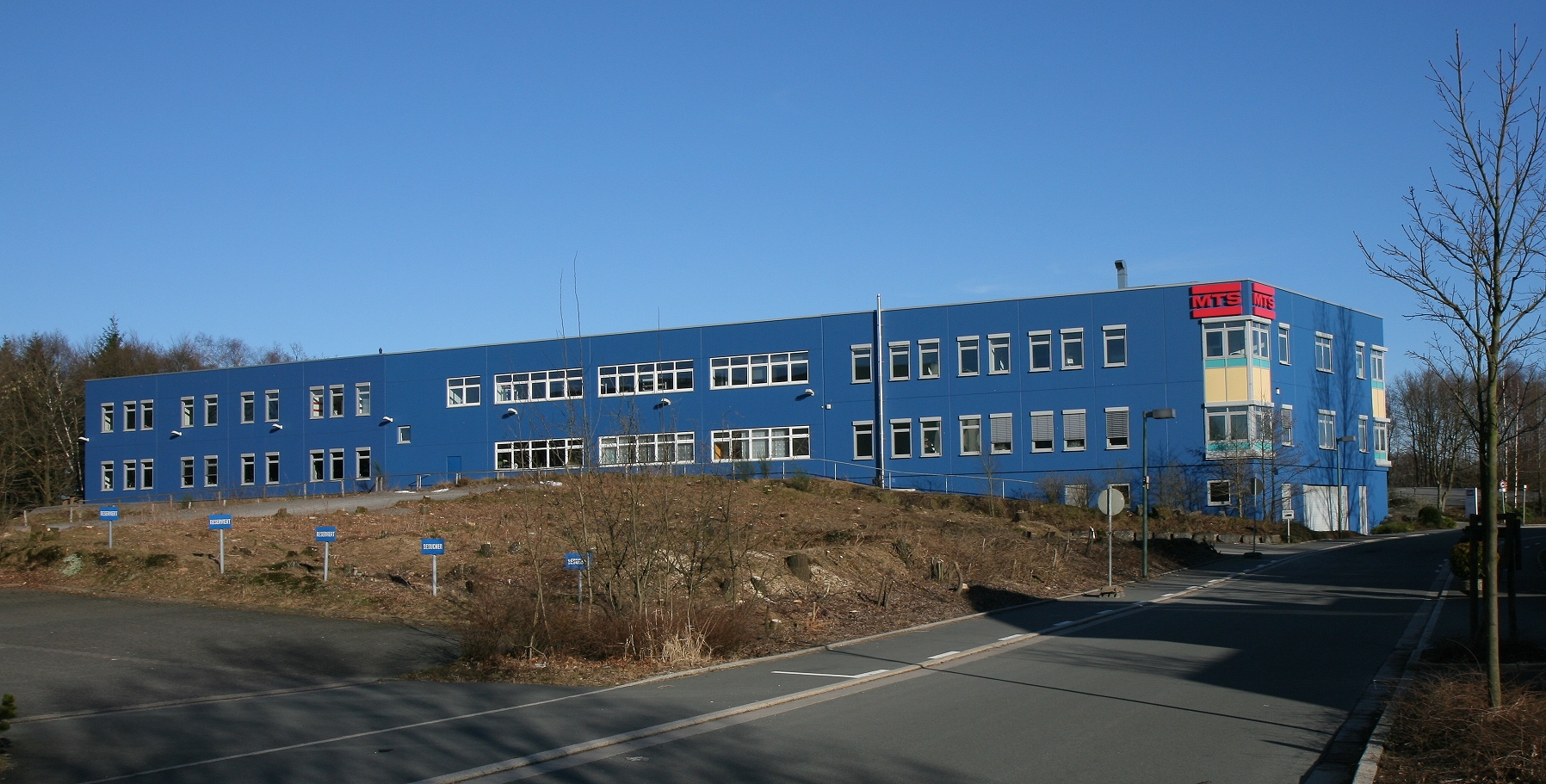
Ehemaliges Betriebsgebäude der MTS Sensor Technologie GmbH & Co. KG in Lüdenscheid

#### MTS Systems GmbH
Hauptsitz der MTS Systems GmbH ist Berlin, sie verfügt zudem über eine Zweigniederlassung in Stuttgart-Vaihingen.
Die MTS Systems GmbH ist sowohl für die Branchen Mobilität und Energie als auch für die Biomedizin, den Maschinenbau und die Luft- und Raumfahrtbranche tätig. Haupttätigkeitsfeld des Unternehmens ist die Bereitstellung von Testsystemen an Kunden aus Forschung und Industrie, um die Zuverlässigkeit von Produkteigenschaften zu ermitteln. Sie überwacht die Einhaltung von deutschen und europäischen Qualitätsstandards, so beispielsweise DIN und CE.
Die MTS Systems GmbH unterstützte das Fraunhofer-Institut für Betriebsfestigkeit und Systemzuverlässigkeit (LBF) bei einem deutschlandweit einzigartigen Ganzfahrzeugprüfstand zur Straßensimulation. MTS-Testsysteme laufen auch im Rolls-Royce Mechanical Test Centre (MTOC) in Dahlewitz.
Das Unternehmen entwickelt:
- Komponenten und Testsysteme: Zylinder und hydraulische Komponenten, Regler, Spannzeuge, Spannvorrichtungen und Zubehör, Hydraulikaggregate und -verteilungssysteme, einachsige und mehrachsige Lastrahmen, Test-Software, Hochtemperatur-Prüfsysteme
- Simulationssysteme: Straßensimulatoren, Simulationssysteme für Reifen und Fahrzeugkomponenten, mehrachsige und seismische Simulationssysteme, Umweltsimulationssysteme

MTS Sensor Technologie GmbH & Co. KG
Die MTS Sensor Technologie GmbH & Co. KG mit Sitz in Lüdenscheid (Westfalen) war eine Tochter der MTS Systems.
Sie entstand 1989 aus der H. Hellwig GmbH Technologie. 1994 erhielt das Unternehmen erstmals die ISO-9001-Zertifizierung. Das Unternehmen entwickelt, produziert und vertreibt Wegaufnehmer und Füllstandssensoren
nach der magnetostriktiven Positionsmessung für den Maschinen- und Anlagenbau, für die Prozess- und Automatisierungstechnik sowie für die Mobilhydraulik.
Seit April 2021 existiert die MTS Sensor Technologie GmbH & Co. KG nicht mehr, da sie komplett von der Amphenol Corp. übernommen und auf Temposonics GmbH & Co. KG umfirmiert wurde.